# Dichromia
Dichromia là một chi bướm đêm thuộc họ Erebidae.

## Loài
- Dichromia quinqualis Walker, [1859]
- Dichromia sagitta Fabricius, 1775